# Amphibleptula madrepora
Amphibleptula madrepora är en svampdjursart som beskrevs av Schmidt 1879. Amphibleptula madrepora ingår i släktet Amphibleptula och familjen Scleritodermidae.
Artens utbredningsområde är havet kring Kuba. Inga underarter finns listade i Catalogue of Life.